# Рухвинкел
Рухвинкел (њем. Ruhwinkel) општина је у њемачкој савезној држави Шлезвиг-Холштајн. Једно је од 84 општинска средишта округа Плен. Према процјени из 2010. у општини је живјело 1.061 становника. Посједује регионалну шифру (AGS) 1057069.

## Географски и демографски подаци
Рухвинкел се налази у савезној држави Шлезвиг-Холштајн у округу Плен. Општина се налази на надморској висини од 39 метара. Површина општине износи 13,1 km². У самом мјесту је, према процјени из 2010. године, живјело 1.061 становника. Просјечна густина становништва износи 81 становника/km².